# Leden
Leden je podle gregoriánského kalendáře první měsíc v roce. Má 31 dní. Český název měsíce pochází od slova led – měsíc ledu. Ve východní Evropě byl tento měsíc původně označován jako měsíc vlka. V mnoha jazycích je název měsíce (anglicky January, německy Januar, slovensky Január) odvozen od latinského Ianuarius, což bylo pojmenování podle boha Januse z římské mytologie. Janus je mimo jiné bohem začátků a konců.
Měsíc leden stejně jako únor v římském kalendáři zpočátku neexistoval. Římský kalendář měl pouze 10 měsíců, celkem 304 dny a zima byla považována za období bez měsíců. V roce 713 př. n. l. římský král Numa Pompilius do kalendáře zahrnul i leden a únor, takže kalendář zahrnoval celý lunární rok. Leden byl v římském kalendáři 11. měsíc v roce a měl 28 nebo 29 dní. Kalendářní rok začínal v březnu, když 1. a 15. března římský lid volil své konzuly. Kvůli vojenským operacím museli být konzulové v roce 153 př. n. l. zvoleni o dva měsíce dříve a začátek roku se proto přesunul na 1. leden. Když v roce 45 př. n. l. zavedl Julius Caesar juliánský kalendář, leden byl prodloužen na 31 dní.
Leden začíná stejným dnem v týdnu jako květen předcházejícího roku a ve stejný den jako říjen s výjimkou přestupného roku. Tehdy připadá první lednový den na stejný den v týdnu jako první den dubna a července. Podle židovského kalendáře připadá leden obvykle na měsíce tevet a ševat.
Astrologicky je Slunce asi první dvě třetiny ledna ve znamení Kozoroha a zbytek měsíce ve znamení Vodnáře. V astronomických termínech začíná v souhvězdí Střelce a končí v souhvězdí Kozoroha. Na severní polokouli bývá leden v průměru nejchladnější měsíc v roce a na jižní polokouli naopak nejteplejší.
Po prosincovém slunovratu se na severní polokouli během ledna prodlužuje den. Na území České republiky, přesněji na průsečíku 50. rovnoběžky a 15. poledníku, je první lednový den dlouhý okolo 8 hodin a 11 minut. Slunce vychází přibližně v 7.58 a zapadá v 16.09 hodin středoevropského času. Poslední den v lednu je delší o hodinu a 7 minut. Slunce vychází okolo 7.35 a zapadá v 16.53 hodin.
Podle meteorologických měření v pražském Klementinu byla od 18. století nejvyšší lednová teplota zaznamenána 12. ledna 1993 (17,4 °C) a nejnižší 31. ledna 1830 (-27,5 °C). Průměrné lednové teploty se v letech 1961–1990 pohybovaly od -2,1 do 1,8 °C. Z celého území České republiky byla nejvyšší lednová teplota naměřena 1. ledna 2023 v Javorníku (19,6 °C) a nejnižší 24. ledna 1942 v Chlumu u Třeboně (-36,2 °C). Nejvíce srážek za den spadlo 2. ledna 1922 v dnes zaniklé obci Zvonková na Českokrumlovsku (102,3 mm).
Teplotní průměr v lednových dnech naměřený v Klementinu v letech 1961–1990:
V České republice se od roku 2001 slaví 1. leden jako Den obnovy samostatného českého státu a je státním svátkem. Na leden připadají také dva významné dny: Den památky Jana Palacha (16. ledna) a Den památky obětí holocaustu a předcházení zločinům proti lidskosti v rámci Mezinárodního dne památky obětí holocaustu (27. ledna). 1. ledna také lidé neoficiálně slaví Nový rok. Pro pravoslavnou církev, která užívá juliánský kalendář, začíná nový rok o 14 dní později..
V rámci liturgického roku se v církvi 1. ledna koná slavnost Matky Boží Panny Marie a je posledním dnem oktáv Narození Páně. Do druhého vatikánského koncilu v roce 1960 církev tento den slavila jako den Obřezání Páně. Slavnost Zjevení Páně a svátek Tří králů (klanění mudrců v Betlémě) věřící slaví 6. ledna. Připomínají si také první zázrak Ježíše Krista, když na svatbě v Káně Galilejské proměnil vodu ve víno. V České republice se kolem tohoto data od roku 2000 koná Tříkrálová sbírka, kterou organizuje Charita Česká republika. První neděli po 6. lednu je svátek Křtu Páně, kdy se připomíná křest Ježíše Krista Janem Křtitelem v řece Jordán. Tímto dnem končí vánoční svátky a začíná tzv. liturgické mezidobí.
Podle ledna jsou pojmenovány některé události, které se v tomto měsíci odehrály. Na území Kongresového Polska začalo 22. ledna 1863 Lednové povstání proti Rusku. Ve dnech 3.–25. ledna 1918 dělníci v Rakousku-Uhersku požadovali během Lednové stávky lepší životní podmínky a ukončení první světové války. Jako Lednové povstání se někdy označuje Povstání spartakovců ve Výmarské republice mezi 5.–12. lednem 1919.
Termíny "polednový vývoj", "polednová politika" či "doba polednová" odkazují na více než sedmiměsíční období československých dějin po 5. lednu 1968, kdy Ústřední výbor Komunistické strany Československa uvolnil z funkce svého prvního tajemníka Antonína Novotného a na jeho místo zvolil Alexandera Dubčeka. Toto období západní média s odkazem na "Jaro národů" pojmenovala jako "Pražské jaro" a název se pak ujal i v Československu. Období Pražského jara (polednové období) skončilo invazí vojsk Varšavské smlouvy do Československa 21. srpna 1968.

## Pranostiky

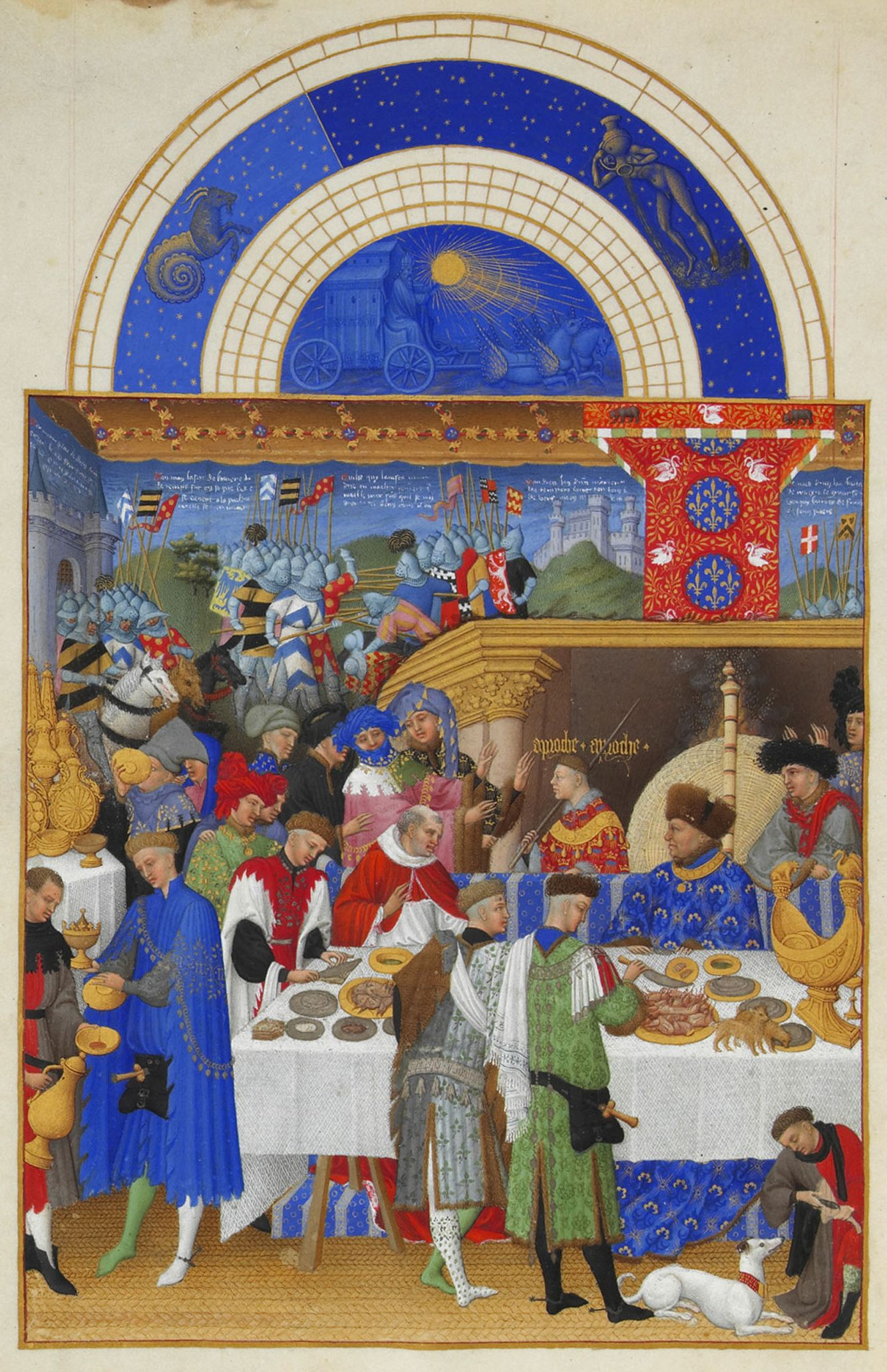
Leden (Přebohaté hodinky vévody z Berry)

- Na Boží narození o bleší převalení, na Nový rok o slepičí krok, na Tři krále o tři dále (délka dne).
- V lednu roste den, roste i zima.
- Když dne přibývá, mráz více pálívá.
- Slunce jde k létu, zima k mrazu.
- Leden ve dne svítí, v noci pálí. / V lednu ve dne jas, v noci mráz.
- V lednu za pec si sednu.
- Lednová zima i na peci je znát.
- Lednový mráz i železo rozdrtí a ptáka v letu usmrtí.
- Lednové slunce je jako panská přízeň.
- Jaký leden, takový červenec.
- Lednoví druhové – vánice a mrazové.
- Je-li leden nejostřejší, bude roček nejplodnější.
- Leden jasný – roček krásný.
- Leden studený – duben zelený.
- Je-li leden studený, duben chválí osení.
- Když rok mrazem a sněhem začíná, dosti chleba se předpovídá.
- Když začátek ledna krásně, budou na jaře bouřky časně.
- Když není konec ledna studený, únor to dvakrát nahradí.
- Když je mírná zima v lednu, únor přinese jí bednu.
- Jsou-li v lednu na cestách tlusté ledy, podaří se výborně zelí.
- Dlouhý střechýle – dlouhý len.
- V lednu mráz – těší nás; v lednu voda – věčná škoda.
- Teplý leden, k nouzi krok jen jeden.
- Je-li teplo v lednu, sahá bída ke dnu.
- Když roste tráva v lednu, roste špatně v červnu.
- V lednu roste-li tráva, neúroda se očekává.
- Zelené žito v lednu na poli, po žních budou prázdné stodoly.
- Když v lednu včely vyletují, to nedobrý rok ohlašují.
- Létají-li v lednu mouchy, bude rok na ourodu skoupý.
- Když červík v lednu ze země leze, zima až do května se poveze.
- Tancují-li v lednu komáři, ať se sedlák po píci ohlíží.
- Ryje-li krtek v lednu, končí zima v květnu.
- Lednový déšť z pecnu odkrajuje.
- Lednové deště neúrodu hlásají.
- V lednu-li často prší, požehnání to nepřináší.
- Prší-li v lednu, bývá drahé obilí.
- Když v lednu mnoho prší a málo sněží, z polí, luk i zahrad se málo těží.
- Když v lednu deště lijí, to má sedlák po naději.
- Když v lednu déšť leje, zlé činí naděje.
- Když déšť leden smáčí, neduhy s ním kráčí.
- Mokrý leden – prázdné sudy.
- Pak-li leden mokrý bývá, jistě vína nedolívá.
- V lednu málo vody – mnoho vína, mnoho vody – málo vína.
- Suchý leden, mokrý červen.
- Holomrazy – úrody vrazi.
- Když je leden bílý, je sedlákovi milý.
- Bílý leden, mokrý máj, ve stodole bude ráj.
- Jak vysoko v lednu leží sníh, tak vysoko tráva poroste.
- Co leden sněhem popráší, to únor s vichrem odnáší.
- Hojný sníh v lednu, málo vody v dubnu.
- V lednu moc sněhu, v červnu moc sena.
- Mnoho sněhu v lednu, mnoho hřibů v srpnu.
- V lednu sníh a bláto, v únoru tuhé mrazy za to.
- Když v lednu hrom se ozve, hojnost vína je v očekávání.
- V lednu-li hřímá, tuhá je zima.
- Mlhavý leden – mokré jaro.